# Šuplja Zemlja
Šuplja Zemlja (eng. Hollow Earth), pseudoznanstvena je hipoteza koja sugerira da je unutrašnjost planeta Zemlje šuplja ili da postoji unutrašnji prostor koji podržava život. Premda je suvremena znanost, počevši još od 19. stoljeća, odbacila takvu teoriju kao neutemeljenu i neodrživu s obzirom na postojeća geomorfološka i geološka saznanja, koncept je donekle zastupljen među teoretičarima zavjere, ufolozima i unutar dijela okultističke zajednice.

## Teorije o Šupljoj Zemlji
Pripadnici tajnih društava vjerovali su kako postoji tajanstveno unutrašnje kraljevstvo poznato tek rijetkim iniciranim adeptima i slučajnim putnicima. 1692. godine engleski astronom Edmond Halley postavio je tezu po kojoj je Zemlja ljuštura debljine 500 milja s dvije untrašnje ljušture i čvrstom unutrašnjom sferom i da je u tom prostoru moguć život. Tridesetak godina kasnije Cotton Mather predložio je sličnu teoriju.
Britanski satnik John Cleves Symmes Jr. proveo je zadnje godine života pokušavajući dokazati da se Zemlja sastoji od pet koncentričnih sfera s rupama veličine nekoliko tisuća milja u promjeru koje se nalaze na polovima. Njegove hipoteze potanko su objašnjene u knjizi Jamesa McBridgea Symmes' Theory of Concentric Spheres (1826.) i u istoimenoj knjizi satnikova sina Americusa Symmesa iz 1878.
Daljnji razvoj Symmesove hipoteze djelo je američkog liječnika i alkemičara Cyrusa Reeda Teeda (1839. — 1908.) koji je proveo četiri desetljeća predavajući i pišući o temi Šuplje Zemlje. Tvrdio je da je 1869. godine imao viziju u kojoj mu je lijepa žena otkrila tajnu Šuplje Zemlje. Tu navodnu objavu tiskao je u tekstu The Illumination of Koresh: Marvelous Experience of the Great Alchemist at Utica, N.Y. Njegove ideje su se 30-ih godina 20. stoljeća spojile s teozofskim i okultnim spoznajama, a postale su i dio ekscentrične nacističke kozmogonije.
Teedove ideje kasnije je preuzeo i rabio bračni par okultista poznatih pod pseudonimima Theodore i Laura Horos. Drugi teoretičar Šuplje Zemlje, Marshall B. Gardner, napisao je knjigu Journey to the Earth's Interior (Putovanje u unutrašnjost Zemlje, 1906.), vjerojatno nadahnutu knjigom Julesa Vernea Putovanje u središte Zemlje (1864.). Gardner u svojoj knjizi odbacuje teoriju o postojanju više koncentričnih sfera i tvrdi da postoji samo jedna Šuplja Zemlja na čijoj ovojnici mi živimo. Prema njegovim tvrdnjama, Zemlja je debljine 800 milja i posjeduje vlastito unutarnje Sunce. Tvrdi kako postoje i otvori na sjevernom te južnom polu, oba širine 1 400 milja, odakle su došli mamuti i Eskimi.
1969. godina Raymond Bernard u svojoj je knjizi The Hollow Earth iznio tezu po kojoj leteći tanjuri izlaze iz središta Zemlje kroz otvore na polovima.